# The Post-Impressionists
The Post-Impressionists è un cortometraggio muto del 1913 diretto da Hardee Kirkland. Prodotto dalla Selig Polyscope Company e sceneggiato da Maibelle Heikes Justice, il film aveva come interpreti Jack Nelson, Frank Weed, Winifred Greenwood, Lafayette McKee, Rose Evans, Harry Lonsdale.

## Produzione
Il film fu prodotto dalla Selig Polyscope Company.

## Distribuzione
Distribuito dalla General Film Company, il film - un cortometraggio in una bobina - uscì nelle sale cinematografiche statunitensi il 12 maggio 1913.